# 1. FC Köln
1. FC Köln hay FC Cologne trong tiếng Anh là một câu lạc bộ bóng đá nổi tiếng của Đức đóng ở Köln, North Rhine-Westphalia. Đội bóng được thành lập vào năm 1948 khi tách ra từ hai đội bóng Kölner Ballspiel-Club 1901 và Kölner Ballspiel-Club.Giống nhiều đội bóng chuyên nghiệp của Đức khác, 1. FC Köln là một câu lạc bộ thể thao lớn với nhiều bộ môn như bóng ném, bóng bàn và thể dục dụng cụ. Cologne có hơn 100,000 thành viên và là đội bóng lớn thứ 4 nước Đức.
Đội bóng có nick name là Die Geißböcke (The Billy Goats).
Đối thủ truyền kiếp của đội bóng là Borussia Mönchengladbach, ngoài ra còn có Bayer Leverkusen và Fortuna Düsseldorf - tất cả các đội bóng đều có điểm chung là gần sông Rhine.

## Các mùa giải gần đây
| Mùa giải  | Giải đấu           | Vị trí            |
| 1999-2000 | 2. Bundesliga (II) | 1st (lên hạng)    |
| 2000-01   | Bundesliga (I)     | 10th              |
| 2001-02   | Bundesliga         | 17th (xuống hạng) |
| 2002-03   | 2. Bundesliga (II) | 2nd (lên hạng)    |
| 2003-04   | Bundesliga (I)     | 18th (xuống hạng) |
| 2004-05   | 2. Bundesliga (II) | 1st (lên hạng)    |
| 2005-06   | Bundesliga (I)     | 17th (xuống hạng) |
| 2006-07   | 2. Bundesliga (II) | 9th               |
| 2007-08   | 2. Bundesliga      | 3rd (lên hạng)    |
| 2008-09   | Bundesliga (I)     | 12th              |

## Danh hiệu
- Bundesliga
  - Vô địch: 1963–64, 1977–78
  - Về nhì: 1964–65, 1972–73, 1981–82, 1988–89, 1989–90
- German football championship
  - Vô địch: 1961–62
  - Về nhì: 1959–60, 1962–63
- 2. Bundesliga
  - Vô địch: 1999–2000, 2004–05, 2013–14
  - Về nhì: 2002–03
- DFB-Pokal
  - Vô địch: 1967–68, 1976–77, 1977–78, 1982–83
  - Về nhì: 1953–54, 1969–70, 1970–71, 1972–73, 1979–80, 1990–91

### Regional
- Oberliga West
  - Vô địch: 1953–54, 1959–60, 1960–61, 1961–62, 1962–63
  - Về nhì: 1952–53, 1957–58, 1958–59

### European
- UEFA Europa League / UEFA Cup
  - Về nhì: 1985–86

### Doubles
- 1977–78: Bundesliga and DFB-Pokal

### Reserve team
- German amateur champions: 1981

### Đội trẻ
- German Under 19 championship
  - Champions: 1970–71
  - Runners-up: 1973–74, 1982–83, 1991–92
- Under 19 Bundesliga Division West
  - Champions: 2007–08
  - Runners-up: 2003–04, 2009–10, 2013–14, 2014–15
- Under 19 Juniors DFB-Pokal
  - Champions: 2012–13
  - Runners-up: 1990–91, 1993–94
- German Under 17 championship
  - Champions: 1989–90, 2010–11
- Under 17 Bundesliga Division West
  - Champions: 2010–11, 2011–12
  - Runners-up: 2008–09

## Sân vận động
Sân nhà của đội bóng hiện nay là Sân vận động RheinEnergie, với sức chứa khoảng 50,000 người. Cái tên của sân là tên của một bản hợp đồng với nhà tài trợ RheinEnergy AG sẽ có thời hạn tới năm 2009.Tuy nhiên, đa số các fan gọi sân là "Sân vận động Müngersdorfer", theo tên của sân cũ và vùng ngoại ô Müngersdorf, nơi sân được đặt.

## Cầu thủ

### Đội hình hiện tại
Tính đến ngày 25 tháng 7 năm 2018

### Current squad
Tính đến ngày 17 tháng 11 năm 2018
Ghi chú: Quốc kỳ chỉ đội tuyển quốc gia được xác định rõ trong điều lệ tư cách FIFA. Các cầu thủ có thể giữ hơn một quốc tịch ngoài FIFA.
| Số | VT | Quốc gia | Cầu thủ                     |
| -- | -- | -------- | --------------------------- |
| 1  | TM | Đức      | Timo Horn                   |
| 2  | HV | Đức      | Benno Schmitz               |
| 3  | HV | Đức      | Lasse Sobiech               |
| 4  | HV | Đan Mạch | Frederik Sørensen           |
| 5  | HV | Đức      | Rafael Czichos              |
| 6  | TV | Đức      | Marco Höger                 |
| 7  | TV | Đức      | Marcel Risse                |
| 9  | TĐ | Đức      | Simon Terodde               |
| 11 | TĐ | Đức      | Simon Zoller                |
| 13 | TV | Áo       | Louis Schaub                |
| 14 | TV | Đức      | Jonas Hector (Vice-captain) |
| 15 | TĐ | Colombia | Jhon Córdoba                |
| 17 | TV | Đức      | Christian Clemens           |
| 18 | TM | Đức      | Thomas Kessler              |
| 19 | TĐ | Pháp     | Serhou Guirassy             |

| Số | VT | Quốc gia    | Cầu thủ                    |
| -- | -- | ----------- | -------------------------- |
| 20 | TV | Đức         | Salih Özcan                |
| 21 | TV | Pháp        | Vincent Koziello           |
| 22 | HV | Tây Ban Nha | Jorge Meré                 |
| 23 | HV | Đức         | Jannes Horn                |
| 24 | TV | Đức         | Dominick Drexler           |
| 26 | TV | Đức         | Chris Führich              |
| 27 | TĐ | Pháp        | Anthony Modeste            |
| 28 | TM | Đức         | Jan-Christoph Bartels      |
| 31 | TM | Hoa Kỳ      | Brady Scott                |
| 33 | TV | Đức         | Matthias Lehmann (Captain) |
| 34 | HV | Đức         | Noah Katterbach            |
| 35 | HV | Đức         | Matthias Bader             |
| 36 | TV | Đức         | Niklas Hauptmann           |
| 38 | TV | Đan Mạch    | Nikolas Nartey             |
| 40 | HV | Đức         | Yann Aurel Bisseck         |

## Đội bóng nữ
Từ tháng 7 năm 2009 đội bóng có một đội bóng nữ mang tên FFC Brauweiler Pulheim được gia nhập đội bóng 1. FC Köln. Đội bóng lên chơi ở giải vô địch quốc gia nữ Bundesliga từ mùa giải 2015-16.

## Cựu chủ tịch
- Kremer, Franz (1948 - 1967)
- Overath, Wolfgang (2004 -)

## Trận đấu Bundesliga mùa 2010-11

### FC Köln - Mainz 05
| Köln                                  | 4 – 2    | Mainz 05                    |
| ------------------------------------- | -------- | --------------------------- |
| Podolski 3', 55' · Novakovic 43', 60' | Chi tiết | Allagui 31' · Sliskovic 89' |

| FC Köln | Mainz 05 |

| FC KOLN:                |    |                    |     |     |
|                         |    |                    |     |     |
| GK                      | 1  | Michael Rensing    |     |     |
| RB                      | 2  | Mišo Brečko        |     |     |
| CB                      | 21 | Tunon Geromel      |     |     |
| CB                      | 3  | Youssef Mohamad    |     | 45' |
| LB                      | 4  | Christian Eichner  |     |     |
| CM                      | 5  | Martin Lanig       |     |     |
| CM                      | 25 | Adam Matuszczyk    | 26' | 45' |
| AM                      | 10 | Lukas Podolski     |     | 85' |
| RW                      | 15 | Sławomir Peszko    | 72' |     |
| LW                      | 27 | Christian Clemens  |     |     |
| CF                      | 11 | Milivoje Novakovič |     |     |
| Dự bị:                  |    |                    |     |     |
| MF                      | 8  | Petit              |     | 45' |
| FW                      | 20 | Adil Chihi         |     |     |
| FW                      | 30 | Simon Terodde      |     |     |
| MF                      | 17 | Kevin Pezzoni      |     | 45' |
| MF                      | 6  | Taner Yalcin       |     | 85' |
| DF                      | 12 | Andrezinho         |     |     |
| GK                      | 34 | Miro Varvodić      |     |     |
| Huấn luyện viên trưởng: |    |                    |     |     |
| Frank Schaefer          |    |                    |     |     |

| MAINZ 05:               |    |                    |     |     |
|                         |    |                    |     |     |
| GK                      | 33 | Heinz Müller       |     |     |
| RB                      | 8  | Radoslav Zabavník  |     |     |
| CB                      | 26 | Niko Bungert       |     |     |
| CB                      | 4  | Nikolce Noveski    |     |     |
| LB                      | 22 | Christian Fuchs    |     |     |
| DM                      | 3  | Malik Fathi        |     | 65' |
| CM                      | 6  | Marco Caligiuri    |     |     |
| CM                      | 25 | Andreas Ivanschitz |     | 65' |
| AM                      | 18 | Lewis Holtby       | 33' | 71' |
| CF                      | 14 | André Schürrle     |     |     |
| CF                      | 9  | Sami Allagui       |     |     |
| Dự bị:                  |    |                    |     |     |
| MF                      | 16 | Florian Heller     |     |     |
| MF                      | 7  | Eugen Polanski     |     |     |
| GK                      | 29 | Christian Wetklo   |     |     |
| MF                      | 19 | Elkin Soto         |     | 71' |
| MF                      | 23 | Marcel Risse       |     | 65' |
| DF                      | 15 | Jan Kirchhoff      |     |     |
| FW                      | 35 | Petar Slišković    |     | 65' |
| Huấn luyện viên trưởng: |    |                    |     |     |
| Thomas Tuchel           |    |                    |     |     |

| Cầu thủ xuất sắc nhất trận: Trợ lý trọng tài: Trọng tài bàn: |